# Stazione di Borgosesia
La stazione di Borgosesia è una stazione ferroviaria della linea Novara-Varallo, al servizio dell'omonimo comune, utilizzata soltanto per i treni turistici.

## Storia

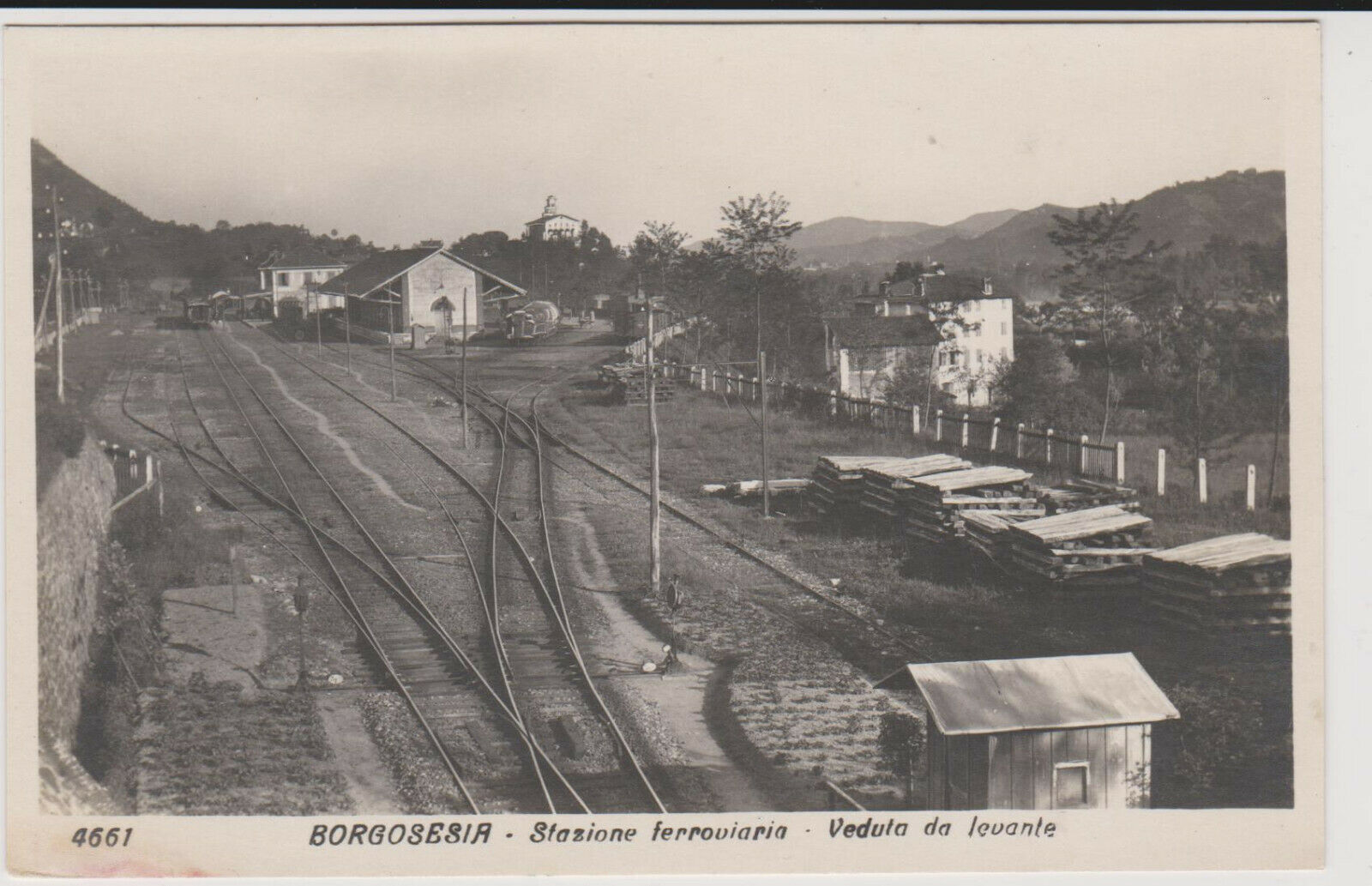
La stazione in una cartolina d'epoca

La stazione entrò in funzione il 5 novembre 1885, in concomitanza all'attivazione del tronco Grignasco-Borgosesia. In origine l'impianto disponeva anche di uno scalo merci, che sorgeva in direzione Varallo. Tale scalo fu dismesso e l'area propinqua, lato strada, riconvertita in parcheggio per auto (come prolungamento di quello esistente).
A seguito della statizzazione delle ferrovie, tra il 1905 e il 1906, la linea originariamente gestita dalla Società per le Strade Ferrate del Mediterraneo venne incorporata nella rete statale e l'esercizio degli impianti fu assunto dalle Ferrovie dello Stato.
Dal 2000 la gestione dell'intera linea, e con essa quella della stazione di Borgosesia, passò in carico a Rete Ferroviaria Italiana la quale ai fini commerciali classifica l'impianto nella categoria "Bronze".
Essa rimase senza traffico dal 15 settembre 2014 per effetto della sospensione del servizio passeggeri.
La stazione è tornata operativa dal 24 maggio dell'anno seguente, con la riapertura della linea a scopi turistici, in occasione di Expo 2015, il cui servizio è svolto da treni storici.
Il 5 novembre 2020 è stata esposta a monumento presso l'ex scalo merci della stazione una locomotiva a vapore, recuperata in un'area di Carpignano Sesia, in cui era destinata alla demolizione.

## Strutture e impianti

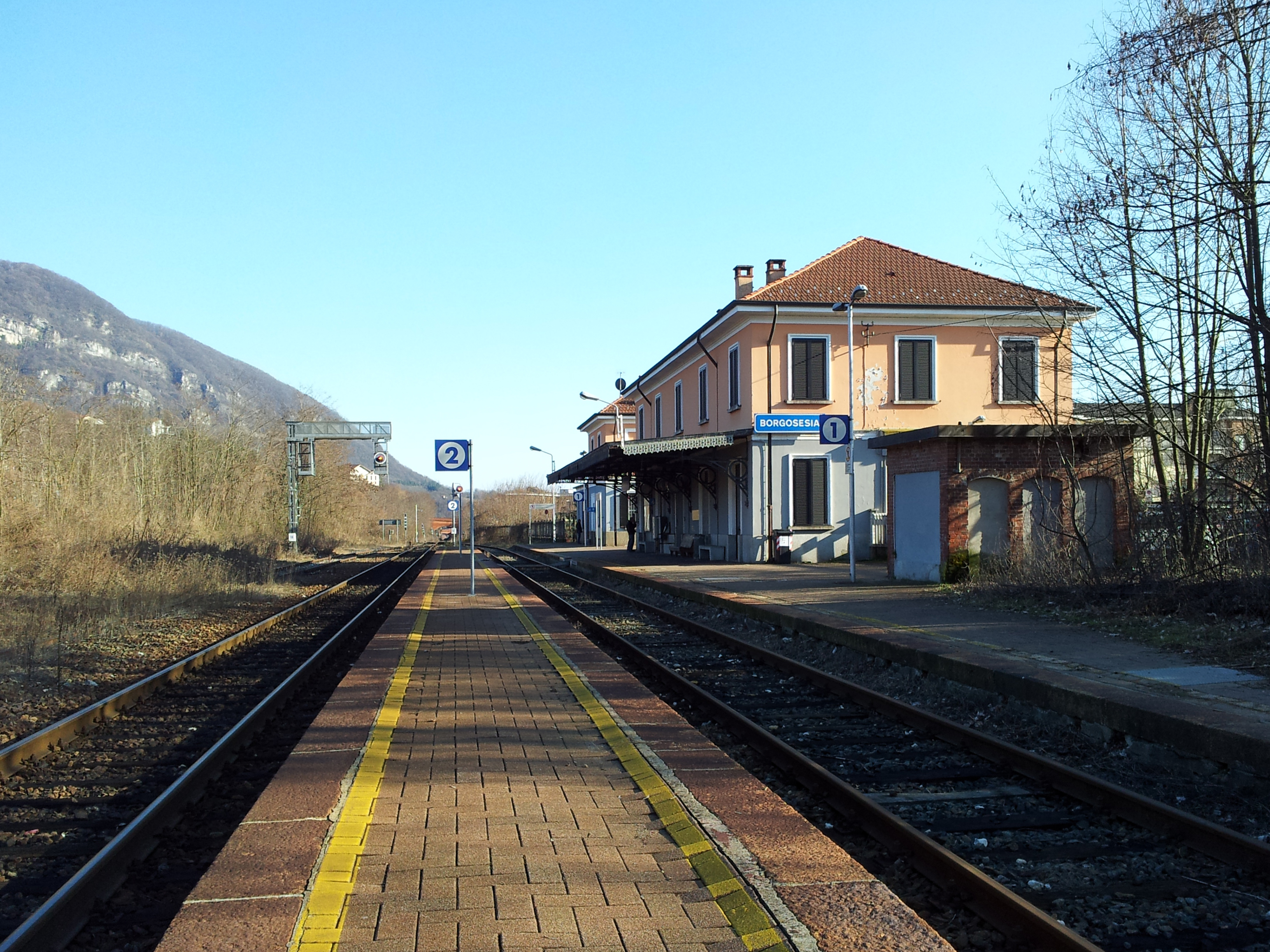
Stazione lato binari

La stazione è dotata di 2 binari passanti, utilizzati come punto di scambio della linea a binario unico. È ancora presente un terzo binario di servizio per le manovre delle motrici, nonostante sia inutilizzato ormai da anni. La maggior parte del traffico avviene sul binario 2 di corretto tracciato, mentre il binario 1 è utilizzato in caso d'incroci.
La stazione dispone di un fabbricato viaggiatori a pianta rettangolare, sviluppato su due piani. Esso ospita il Dirigente di Movimento; a seguito della sospensione del servizio ordinario, nel 2014, la sua presenza si limita nei giorni in cui è svolto il servizio ferroviario.
Accanto al fabbricato è presente un altro edificio, di dimensioni minori, a pianta rettangolare e sviluppato su due piani, che ospita un bar.

## Movimento
La stazione era servita da treni regionali di Trenitalia fino al 15 settembre 2014, giorno in cui è stato sospeso sulla linea il servizio viaggiatori per decisione della Regione Piemonte e sostituito da autocorse.
Dal 2015, l'impianto è servito su calendario da treni storici della Fondazione FS.
Ogni anno, durante il mese di luglio, la stazione risulta inoltre servita dai treni-navetta in occasione dell'Alpàa.

## Servizi

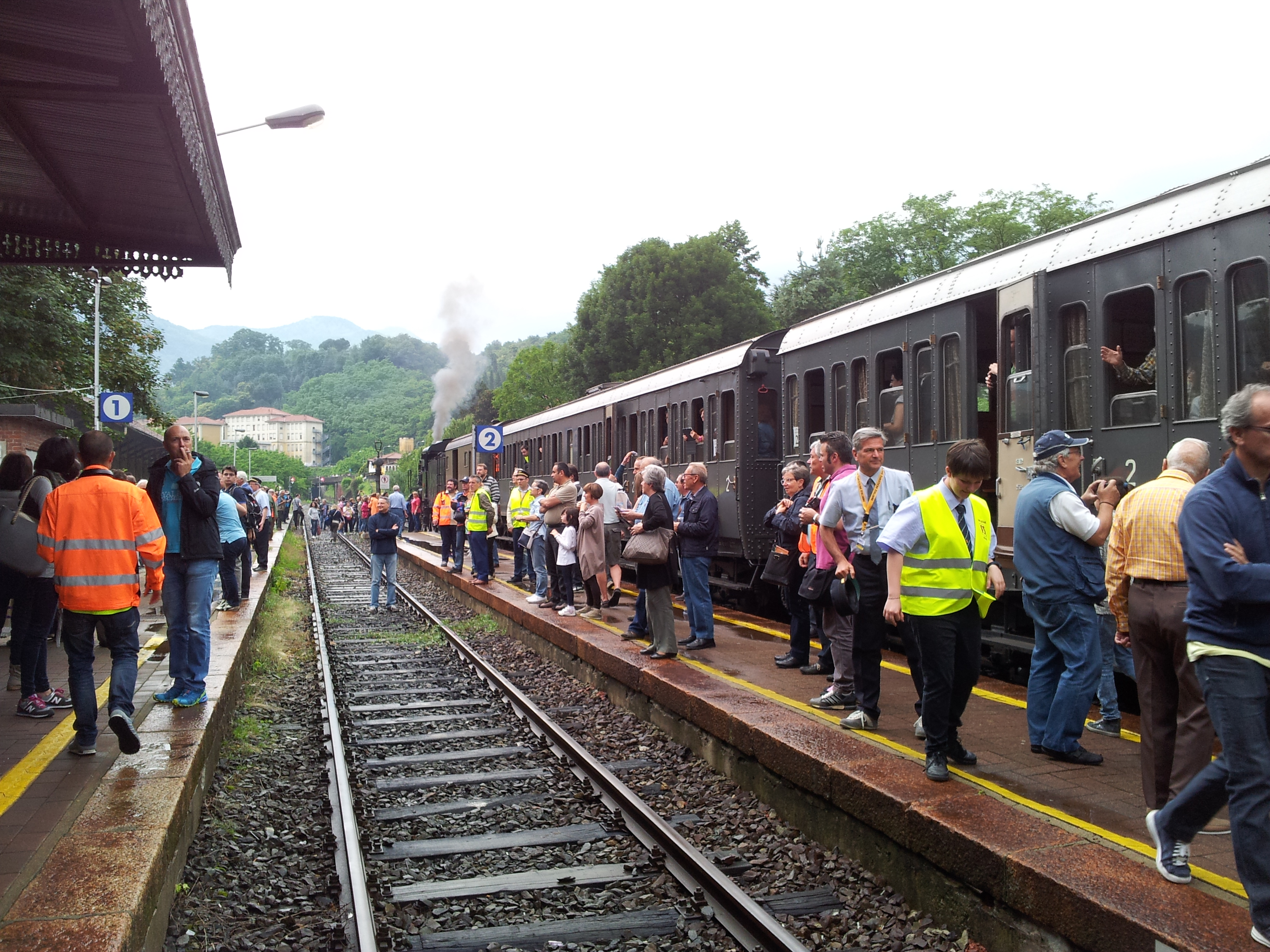
Il treno a vapore accolto in stazione dagli abitanti, il 14 giugno 2015

La stazione, classificata da RFI nella categoria "Bronze", dispone di:
- Biglietteria automatica
- Servizi igienici
- Bar